# (4120) Denoyelle
(4120) Denoyelle es un asteroide perteneciente al cinturón de asteroides, descubierto el 14 de septiembre de 1985 por Henri Debehogne desde el Observatorio de La Silla, Chile.

## Designación y nombre
Designado provisionalmente como 1985 RS4. Fue nombrado Denoyelle en honor al astrónomo belga y divulgador científico Joseph Denoyelle.